# Coralie Balmy
Coralie Balmy (La Trinité, 8 giugno 1987) è un'ex nuotatrice francese.
Specializzata nello stile libero, ha vinto una medaglia d'oro agli Europei di Eindhoven 2008.
Negli stessi campionati termina al secondo posto dei 400 m stile libero dietro a Federica Pellegrini. Il tempo da lei realizzato, 4:04.15, era la quarta migliore prestazione della storia su questa prova 

## Palmarès
- Olimpiadi

Londra 2012: bronzo nella 4x200m sl.
- Mondiali

Barcellona 2013: bronzo nella 4x200m sl.
- Mondiali in vasca corta

Dubai 2010: bronzo nella 4x200m sl.
- Europei

Eindhoven 2008: oro nella 4x200m sl e argento nei 400m sl.
Budapest 2010: argento nella 4x200m sl.
Debrecen 2012: oro nei 400m sl e argento negli 800m sl.
Berlino 2014: bronzo nella 4x100m sl mista.
- Europei in vasca corta

Debrecen 2007: bronzo nei 200m sl.
Fiume 2008: oro nei 400m sl e argento negli 800m sl.
Istanbul 2009: oro nei 400m sl.
Chartres 2012: bronzo nei 400m sl.
- Giochi del Mediterraneo

Pescara 2009: argento nei 400m sl.
- Universiadi

Bangkok 2007: argento nei 400m sl.